# Cộng hòa Hutsul
Cộng hòa Hutsul là một quốc gia tồn tại trong thời gian ngắn ngủi được hình thành do hậu quả của Chiến tranh thế giới thứ nhất. Nước cộng hòa được tuyên bố thành lập vào ngày 8 tháng 1 năm 1919, khi kế hoạch ban đầu nhằm hợp nhất khu vực này với nước Cộng hòa Nhân dân Tây Ukraina đã thất bại và vùng lãnh thổ bị cảnh sát Hungary chiếm đóng.
Vào đêm ngày 7–8 tháng 1 năm 1919, cư dân địa phương ở Rakhiv đã nổi dậy chống lại tiểu đoàn hiến binh Hungary, bắt giữ khoảng 500 cảnh sát Hungary. Tướng Stepan Klochurak được bầu làm thủ tướng của nước cộng hòa non trẻ. Ông còn tích cực tổ chức lực lượng vũ trang của nước cộng hòa có số lượng gần 1.000 binh sĩ. Quân đội mới gầy dựng này đã tiến hành một cuộc chiến tranh ngắn ngủi tại vùng đất kế bên Maramures. Đến tháng 4 năm 1919, hầu hết miền Carpathia Ruthenia đã gia nhập vào Tiệp Khắc dưới dạng một lãnh thổ tự trị, trong khi hầu hết lãnh thổ phía đông của nó (Cộng hòa Hutsul) trên thực tế là một quốc gia độc lập.
Nước này cuối cùng đã thất bại khi bị quân đội Romania chiếm đóng tạm thời vào ngày 11 tháng 6 năm 1919.  Lãnh thổ tranh chấp với nhà nước này đã trở thành một phần của Cộng hòa Tiệp Khắc thứ nhất vào giữa tháng 9 năm 1919. Chỉ trong một ngày, một nhà nước Ukraina thứ hai mang tên Carpatho-Ukraina đã tuyên bố nền độc lập của mình nhưng lại bị quân đội Hungary chiếm đóng lần thứ hai từ tháng 3 năm 1938 đến mùa thu năm 1944. Sau khi kết thúc Chiến tranh thế giới thứ hai, khu vực này đã trở thành Tỉnh Carpathia của Cộng hòa Xã hội chủ nghĩa Xô viết Ukraina.